# Maciej Kijewski
Maciej Kijewski (ur. 8 października 1977 w Lubinie) – polski piłkarz, występujący na pozycji bramkarza. Od 2015 do 2019 roku zawodnik Sparty Rudna.

## Życiorys
Seniorską karierę rozpoczynał w Promieniu Żary. Następnie był zawodnikiem takich klubów, jak Górnik Polkowice, Zagłębie Lubin, KP Police, Pogoń Świebodzin, Nysa Zgorzelec, Błękitni Stargard Szczeciński, Pogoń Zduńska Wola i Chrobry Głogów. W latach 2005–2006 występował w FC Vilnius, w barwach którego rozegrał 51 meczów w A lydze. W 2008 roku był piłkarzem czwartoligowego norweskiego Brumunddal AIL, świadcząc w tym okresie także pracę w lokalnej firmie. Po powrocie do Polski występował w Chojnowiance Chojnów, Sparcie Rudna, Prochowiczance Prochowice i Odrze Ścinawa. Od 2015 roku ponownie występuje w Sparcie Rudna.

## Statystyki ligowe
| Sezon         | Klub                          | Liga           | Mecze | Gole |
| ------------- | ----------------------------- | -------------- | ----- | ---- |
| 1996/1997     | Promień Żary                  | III liga       | ?     | ?    |
| 1997/1998     | Górnik Polkowice              | III liga       | ?     | ?    |
| 1998/1999 (j) | Górnik Polkowice              | III liga       | ?     | ?    |
| 1998/1999 (w) | Zagłębie Lubin                | I liga         | 0     | 0    |
| 1999/2000     | Górnik Polkowice              | III liga       | ?     | ?    |
| 2000/2001     | Górnik Polkowice              | II liga        | 11    | 0    |
| 2001/2002 (j) | KP Police                     | III liga       | ?     | ?    |
| 2002/2003 (j) | Pogoń Świebodzin              | III liga       | ?     | ?    |
| 2002/2003 (w) | Nysa Zgorzelec                | III liga       | ?     | ?    |
| 2003/2004 (j) | Błękitni Stargard Szczeciński | II liga        | 3     | 0    |
| 2003/2004 (w) | Pogoń Zduńska Wola            | III liga       | ?     | ?    |
| 2004/2005 (j) | Chrobry Głogów                | III liga       | ?     | ?    |
| 2005          | FC Vilnius                    | A lyga         | 35    | 0    |
| 2006          | FC Vilnius                    | A lyga         | 16    | 0    |
| 2007/2008 (j) | Górnik Polkowice              | IV liga        | ?     | ?    |
| 2008          | Brumunddal AIL                | 3. divisjon    | ?     | ?    |
| 2008/2009 (w) | Chojnowianka Chojnów          | IV liga        | ?     | ?    |
| 2009/2010 (j) | Sparta Rudna                  | klasa okręgowa | ?     | ?    |
| 2009/2010 (w) | Prochowiczanka Prochowice     | IV liga        | ?     | ?    |
| 2010/2011     | Prochowiczanka Prochowice     | IV liga        | ?     | ?    |
| 2011/2012     | Prochowiczanka Prochowice     | III liga       | 27    | 0    |
| 2012/2013     | Prochowiczanka Prochowice     | III liga       | 21    | 0    |
| 2013/2014     | Odra Ścinawa                  | klasa okręgowa | ?     | ?    |
| 2014/2015 (j) | Odra Ścinawa                  | klasa A        | ?     | ?    |
| 2014/2015 (w) | Sparta Rudna                  | klasa A        | 14    | 0    |
| 2015/2016 (j) | Sparta Rudna                  | klasa A        | 11    | 0    |
| 2016/2017     | Sparta Rudna                  | klasa A        | 29    | 0    |
| 2017/2018     | Sparta Rudna                  | klasa okręgowa | 22    | 0    |
| 2018/2019     | Sparta Rudna                  | IV liga        | 25    | 0    |
| 2019/2020     | Sparta Rudna                  | IV liga        | 16    | 0    |